# Gabriel Valay
Gabriel Valay (* 17. September 1905 in Salon-de-Provence; † 13. März 1978 in Avignon) war ein französischer Politiker. Von 1946 bis 1951 war er Mitglied der Nationalversammlung.
Valay wurde als fünftes von acht Kindern des Arztes Louis Valay aus Salon-de-Provence geboren. Seine Mutter war eine Verwandte des Literaturnobelpreisträgers Frédéric Mistral. 1919 zog die Familie nach Saint-Rémy-de-Provence um. In den 1930er-Jahren trat er einer christdemokratischen Partei bei. Bei den Wahlen zur Verfassungsgebenden Nationalversammlung von 1945 scheiterte er als Listenzweiter am Einzug ins Parlament. 1946 gelang ihm dann der Einzug ins Parlament. Vom 2. Dezember 1949 bis zum 29. Juni 1950 war er Landwirtschaftsminister Frankreichs. Möglicherweise auch weil er 1947 Saint-Rémy verlassen hatte, um im noblen Pariser Vorort Le Vésinet zu wohnen, wurde er 1951 nicht wiedergewählt. Daraufhin arbeitete er in der Führungsabteilung der Partei MRP. Ab 1956 arbeitete er wieder in Saint-Rémy, bis zu seinem Ruhestand im Jahr 1970. Nach einer erneuten Kandidatur im Jahr 1958 gab er die Politik endgültig auf. Bis 1966 war er Vorsitzender des Kulturzentrums von Avignon, wo er sich nach seiner Rückkehr aus Le Vésinet niedergelassen hatte. Auf Bitte seiner Freundin Germaine Poinso-Chapuis wurde er Beauftragter der Association des paralysés de France. Valay starb am 13. März 1978 in Avignon.